# Max Bößl
Max Bößl, eigentlich Maximilian Bössl, (* 7. November 1925 in Augsburg; † 10. Februar 1973 ebenda) war ein deutscher Schauspieler.

## Leben
Bößl kam bereits als Kind zum Theater. 1931 stand er erstmals auf einer Theaterbühne. Am Stadttheater Augsburg spielte er unter der Regie von Walter Oehmichen den kleinsten Zwerg in dessen Inszenierung des Märchens Schneewittchen und die sieben Zwerge. Es folgten weitere Kinderrollen: Cho-Cho-Sans Sohn in der Oper Madama Butterfly, den kleinen Mohren der Marschallin in Der Rosenkavalier, Tells Knaben in Wilhelm Tell und Otnit (Etzels Sohn) in Die Nibelungen.
Während des Zweiten Weltkriegs war er kurzzeitig als Soldat zur Wehrmacht eingezogen. Nach seiner Rückkehr aus dem Krieg schloss er sich in Augsburg, das damals in der US-amerikanischen Besatzungszone lag, einer Amateurtheatergruppe des German-Youth-Activities-Heimes (GYA) an, wo er auch seine späteren Berufskollegen Manfred Jenning und Margot Kratzsch kennenlernte.
Zur Spielzeit 1948/1949 wurde er von Walter Oehmichen und Manfred Jenning als Schauspieler, Sprecher und Marionettenspieler fest an die Augsburger Puppenkiste verpflichtet. Bößl wirkte in den folgenden zehn Jahren in zahlreichen Theaterstücken der Augsburger Puppenkiste mit; als Puppenführer, häufig jedoch hauptsächlich als Sprecher. Unter anderem lieh er dem Urmel aus dem Eis seine Stimme. 1956 führte er bei dem Stück Der dumme Iwanko auch Regie. In den Spielzeiten 1964/1965 und 1965/1966 war er nochmals mit einem Gastvertrag an der Augsburger Puppenkiste engagiert.
Weitere wichtige Rollen waren auch der tragische Suskewiet in Das Triptychon von den Heiligen drei Königen (1958) und der Kater Mikesch. Bis 1973 übernahm Bössl Rollen bei der Augsburger Puppenkiste, insbesondere als Sprecher bei den Fernsehverfilmungen (unter anderem König Alfons der Viertelvorzwölfte in der ursprünglichen, 1961 entstandenen Fassung von Jim Knopf und Lukas der Lokomotivführer), sowie bei Schallplattenproduktionen.
In dem Kinofilm Die Bremer Stadtmusikanten, produziert von der Produktionsfirma Schongerfilm, spielte er 1959 den Hund.
Er starb am 10. Februar 1973 im Alter von 47 Jahren an den Folgen seines Alkoholismus.

## Filmografie (Auswahl)
- 1959: Die Bremer Stadtmusikanten
- 1961: Jim Knopf und Lukas der Lokomotivführer (Fernsehserie) (König Alfons der Viertel-vor-Zwölfte, Bonze, Halbdrache Nepomuk)
- 1963: Der kleine dicke Ritter Oblong-Fitz-Oblong (Fernsehserie) (Dachs Willi)
- 1964: Kater Mikesch (Fernsehserie, Sprechrolle) (Kater Mikesch)
- 1965: Der Löwe ist los! (Fernsehserie, Sprechrolle) (Hund Wu und Kakadu Ka)
- 1966: Kommt ein Löwe geflogen (Fernsehserie, Sprechrolle) (Hund Wu und Kakadu Ka)
- 1967: Der Räuber Hotzenplotz (TV, Sprechrolle) (Seppel)
- 1967: Die Museumsratten (Fernsehserie) (Franz-Josef, Folge 1-7)
- 1968: Bill Bo und seine Kumpane: (Fernsehserie) (Eichhörnchen Willi und Torhüter von Dingelstein)
- 1969: Urmel aus dem Eis (Fernsehserie, Sprechrolle) (Urmel)
- 1970: Kleiner König Kalle Wirsch (Fernsehserie) (Igel Otto)
- 1971: 3:0 für die Bärte (Fernsehserie) (Feenmeister, Drachenkind und Biber Willi)
- 1972: Wir Schildbürger (Fernsehserie) (Dionys Blasbalg, Hans Bös und Student Zänker)